# Parlamento do Reino da Itália
O Parlamento do Reino da Itália (em italiano: Parlamento del Regno d'Italia) foi o parlamento bicameral do Reino da Itália. Foi estabelecido em 1861 para substituir o Parlamento do Reino da Sardenha e durou até 18 de junho de 1946, quando foi substituído pelo atual Parlamento da República Italiana. Era formado por uma câmara baixa (a Câmara dos Deputados ou, após 1939, a Câmara do Fáscio e da Corporação) e uma câmara alta (o Senado do Reino).

## História

### Parlamento no momento da Unificação
As eleições para a nomeação dos representantes do povo italiano ocorreram em 27 de janeiro de 1861, em 443 circunscrições eleitorais espalhadas pela península. Podiam votar apenas os cidadãos do sexo masculino com mais de 25 anos, capazes de ler e escrever. 
Em 18 de fevereiro de 1861, reuniu-se o primeiro Parlamento italiano (sob a presidência de Urbano Rattazzi), que, no entanto, continuava a contar suas legislaturas a partir da legislatura saboia de 1848, de modo que a legislatura de 18 de fevereiro de 1861 a 7 de setembro de 1865 foi a VIII legislatura. De maneira similar, o rei continuou a numeração saboia (Vítor Emanuel II) em vez de reiniciá-la. O "novo" corpo legislativo era, de fato, a continuação do Parlamento do Reino da Sardenha. 
Até a última legislatura da Direita Histórica (XII), a participação média girava em torno de 30% dos membros, chegando a atingir até 19%. Paralelamente, não havia grandes batalhas políticas, exceto por alguns momentos pontuais, geralmente de caráter geral. Quanto aos provimentos legislativos, até 1870, cerca de 80% deles passaram com 90% de consenso; somente a partir de 1874-75 esse unanimismo começou a se romper. 
Nessa fase, o comando político e administrativo estava principalmente nas mãos dos governos, que se sucediam rapidamente, especialmente após a morte súbita de Cavour, em 6 de junho de 1861, que criou um inevitável vácuo de direção. 

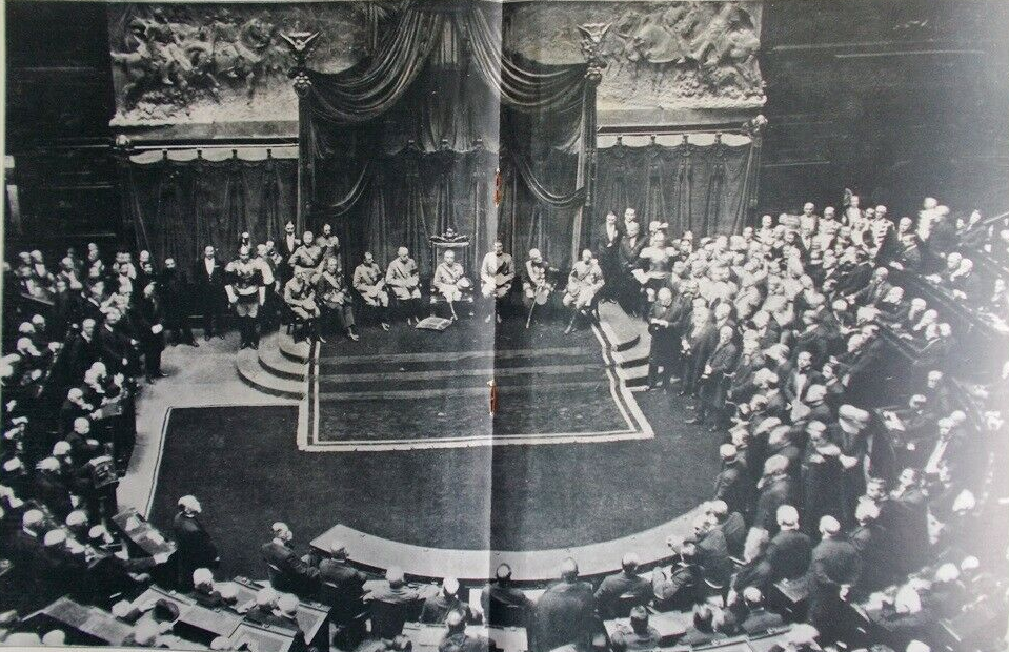
Inauguração Solene da XXVI Legislatura na Presença de Vítor Emanuel III

O período de 1866 a 1870 ainda marcou o início do sistema, e a dialética política, embora restrita aos grandes notáveis, dominava o trabalho legislativo e o controle do governo. A ficção de que o governo era "o governo do rei" estava progressivamente se enfraquecendo, não no sentido de que o soberano não tivesse poder ou possibilidade de intervir, mas porque isso ocorria principalmente indiretamente, e o rei cada vez mais precisava considerar o contexto político geral. 
O monarca contava, naturalmente, com a falta de maiorias parlamentares sólidas (que se formavam em torno do Presidente do Conselho (Primeiro-ministro) escolhido pelo rei, e não previamente para sustentar um candidato próprio) e com um sistema eleitoral de baixa participação. A própria procedura de encarregar uma personalidade política de formar o governo permaneceu por longo tempo um ato substancialmente ambíguo. Somente em 1896, com a formação do segundo ministério de Antonio di Rudinì, Humberto I procedeu à nomeação com decreto régio. 
Não existia a prática da "confiança preventiva" (introduzida apenas no início do século XX, na Era Giolittiana). Com o decreto de encarrego, o governo entrava imediatamente na plenitude de seus poderes, pois se dava por certo que tinha a confiança do Parlamento. Até 1892, tampouco havia o hábito de discutir os programas de governo: o próprio "discurso da Coroa", ou seja, a intervenção formal do monarca expondo as diretrizes do “seu governo”, não previa ser seguido de debate, apenas de uma resposta formal de agradecimento. 
Apesar da desvalorização da experiência parlamentar (fenômeno não exclusivo da Itália), com a ascensão da Esquerda Histórica, a Câmara adquiriu maior poder e peso político. Isso não contrastava com o crescimento paralelo do poder do governo, que se tornava cada vez mais intrinsecamente conectado à Câmara, em estreita relação com suas dinâmicas. O papel do Presidente do Conselho também se consolidava: com o decreto de 25 de agosto de 1876, Depretis deu forma inicial ao instituto. A partir de então, o Presidente do Conselho tornou-se o ponto central na construção da maioria política, que se formava não apenas em torno do governo, mas por meio da composição do próprio governo e das contrapartidas oferecidas aos parlamentares que o apoiavam. Na primeira fase da Era da Esquerda Histórica, o Parlamento sofreu mais que no passado com o ativismo do governo, que se tornava motor não apenas da iniciativa política, mas também da iniciativa legislativa, já que legislar agora significava "reformar". Exemplo típico foi a reforma da educação, aprovada pelo ministro Michele Coppino entre março e junho de 1877, prevendo obrigatoriedade escolar até os 9 anos. 
Quanto ao Senado, sua relevância permaneceu limitada, algo percebido tanto pelos senadores quanto pelos estudiosos de direito constitucional. De fato, o Senado retificava o que a Câmara deliberava, sendo a Câmara considerada o verdadeiro órgão decisório. Por essas razões, o debate sobre a necessidade de reformar o Senado foi constante desde quase as origens do Estado unitário. Isso foi possibilitado pela ilusão de que o Estatuto era uma Constituição flexível, passível de emendas por maioria parlamentar. Na prática, a não reforma do Senado demonstra quão inadequada era essa interpretação. Mesmo na época fascista, não se conseguiu aprovar qualquer projeto de reforma da Câmara Alta, nem aqueles propostos pelo próprio Senado. 

### Reforma eleitoral de 1882
A inadequação do sistema eleitoral herdado do Reino da Sardenha para canalizar a participação popular era evidente há muito tempo. Assim, chegou-se à aprovação da Lei Zanardelli. Do ponto de vista parlamentar, a reforma eleitoral promoveu uma reestruturação da formação das maiorias na Câmara. A lei, aprovada pelo IV Governo Depretis, substituiu a lei eleitoral de 1860, alterando tanto o sistema quanto a base eleitoral. 
Esse sistema, contudo, aumentou a instabilidade das maiorias, de modo que, em 1891, a lei foi emendada, restaurando os colégios uninominais. Com essas modificações, permaneceu em vigor até 1912, quando foi substituída, sob o IV Governo Giolitti, por uma nova lei que ampliou ainda mais o sufrágio. Do ponto de vista do sistema eleitoral, a lei era plurinominal por lista: ou seja, substituiu os colégios uninominais previstos pela norma anterior por colégios plurinominais, que elegiam de dois a cinco deputados. 
O sufrágio permanecia reservado aos homens e era condicionado ao cumprimento do 21º ano de idade (a idade anterior era 25 anos). Entre eles, podiam votar apenas aqueles que sabiam ler e escrever e que ou possuíssem a licença do bieno elementar (que, com a Lei Coppino de 1877, era estatal e gratuita), ou que pagassem pelo menos 19,80 liras de impostos anuais. Por efeito dessas mudanças, a base eleitoral cresceu significativamente, passando de 2,2% para 6,9% da população. Agostino Depretis, representante da Esquerda Histórica, fez da ampliação da base eleitoral uma de suas principais bandeiras. 

### Era Giolittiana e o Primeiro Pós-Guerra

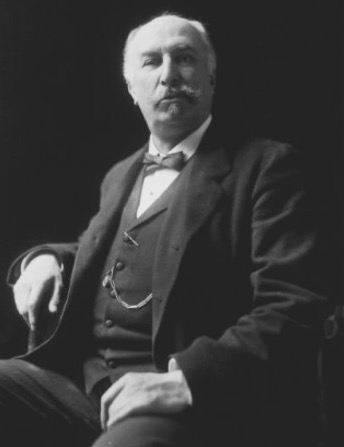
Giovanni Giolitti

A Era Giolittiana é um período histórico que vai de 1903, ano do início do segundo mandato de Giovanni Giolitti como Presidente do Conselho, até 1914.  Chama-se Era Giolittiana porque o Presidente do Conselho foi capaz de instaurar uma verdadeira “ditadura parlamentar”, que lhe permitiu manter-se firmemente no poder por mais de dez anos e implementar inúmeras reformas fundamentais para aproximar a Itália das demais potências europeias. 
Isso ocorreu sobretudo por meio do transformismo e do mecanismo da retirada estratégica. O transformismo na Era Giolittiana consistia na capacidade de Giolitti de tecer alianças tanto com conservadores quanto com alas mais reformistas do parlamento, criando um mono-bloco de maioria, de certa forma semelhante ao centrismo da Democracia Cristã dos anos 1950-1960.  Outro aspecto fundamental da Era Giolittiana foi a habilidade do Primeiro-Ministro em aplicar o mecanismo da retirada estratégica: consistia em renunciar e ser substituído por uma figura política próxima, caso fosse urgente aprovar uma lei que certamente derrubaria o governo. 
Em 1912, foi implementada a terceira reforma eleitoral, a lei de 30 de junho de 1912, nº 666. A reforma, aprovada pelo quarto governo Giolitti, substituiu a lei eleitoral italiana de 1882 (modificada em 1891), ampliando o sufrágio para todos os cidadãos do sexo masculino com 30 anos ou mais, ou, se menores de 30 mas maiores de 21, que pagassem um imposto direto anual de pelo menos 19,80 liras, ou tivessem concluído o ensino primário inferior, ou prestado serviço militar. Assim, o eleitorado passou de 7% para 23,2% da população. Foi mantido o sistema majoritário em vigor desde 1891. Durante o processo parlamentar, as Câmaras recusaram quase unanimemente conceder o direito de voto às mulheres e rejeitaram a hipótese de um sistema proporcional. 
Em 1918, após a Primeira Guerra Mundial, foi aprovada a lei eleitoral de 1918, que introduziu o sistema proporcional e criou a aparência de um consolidação de uma forma de governo parlamentar, em que o executivo era formalmente nomeado pelo soberano e deveria gozar da confiança da Câmara dos Deputados (o Senado "não provocava crises"). Segundo a nova lei, o eleitor expressava sua preferência por lista em cédulas impressas obrigatórias, que traziam os símbolos dos partidos, apresentadas em cada colégio por um número de eleitores variando entre 300 e 500. O eleitor podia expressar de um a quatro votos de preferência para candidatos da lista votada ou, com o chamado “voto adicional”, também para candidatos de outras listas. 
A nova lei eleitoral proporcional foi aplicada pela primeira vez nas eleições de 16 de novembro de 1919, que marcaram o enfraquecimento das forças políticas liberais e a afirmação do Partido Socialista e do Partido Popular Italiano.  Estreitamente ligada à nova legislação eleitoral, houve uma profunda modificação do Regulamento da Câmara (1920-1922), prevendo os grupos parlamentares e o sistema de comissões permanentes, compostas por membros designados proporcionalmente pelos grupos, que, dentro do processo legislativo, substituiu o antigo sistema de escritórios. 

### Lei Acerbo
Logo após a Marcha sobre Roma, foi implementada uma profunda revisão da legislação eleitoral, aproveitando as persistentes divisões entre os partidos proporcionalistas e os nostálgicos do sistema de colégio uninominal. Ao término de um complexo processo parlamentar, chegou-se à aprovação da chamada "Lei Acerbo". A nova lei previa, em essência, a adoção do sistema majoritário plurinominal dentro de um colégio único nacional. A distribuição dos assentos na Câmara dependia substancialmente do prêmio de maioria concedido à lista vencedora: a lista que obtivesse 25% dos votos válidos teria direito a 2/3 dos 535 assentos; os 179 assentos restantes seriam divididos entre as demais listas. A lei Acerbo foi aplicada apenas na eleição de 6 de abril de 1924, que marcou a afirmação decisiva das listas do Partido Fascista, com 64,9% dos votos. 

### Reforma plebiscitária
Com a lei de 17 de maio de 1928, nº 1029, e o Texto Único de 2 de setembro de 1928, nº 1993, foi introduzido um novo sistema eleitoral de tipo plebiscitário, como já era então definido. 
A nova lei eleitoral previa um colégio único nacional, chamado a aprovar ou rejeitar uma lista pré-constituída de 400 deputados, formada pelo Grande Conselho do Fascismo a partir de: uma relação de 850 candidatos indicados pelas confederações corporativas nacionais, 200 candidatos propostos por associações e entidades culturais e assistenciais, além de outros candidatos escolhidos diretamente pelo próprio Grande Conselho. Os eleitores podiam se manifestar com um “sim” ou um “não” sobre o conjunto da lista, utilizando cédulas que traziam o emblema do fasces lictório (fascio littorio). 
Caso a lista não fosse aprovada pelo corpo eleitoral, previa-se que a consulta fosse repetida, desta vez com a participação de listas concorrentes, apresentadas por associações e organizações que possuíssem pelo menos 5.000 associados eleitores. 
Essa norma, somada à exclusão do eleitorado ativo dos membros das Forças Armadas, levou a uma redução significativa do número de eleitores habilitados, que passou de 11.939.552 para pouco mais de 9.500.000. 

### Supressão da Câmara dos Deputados

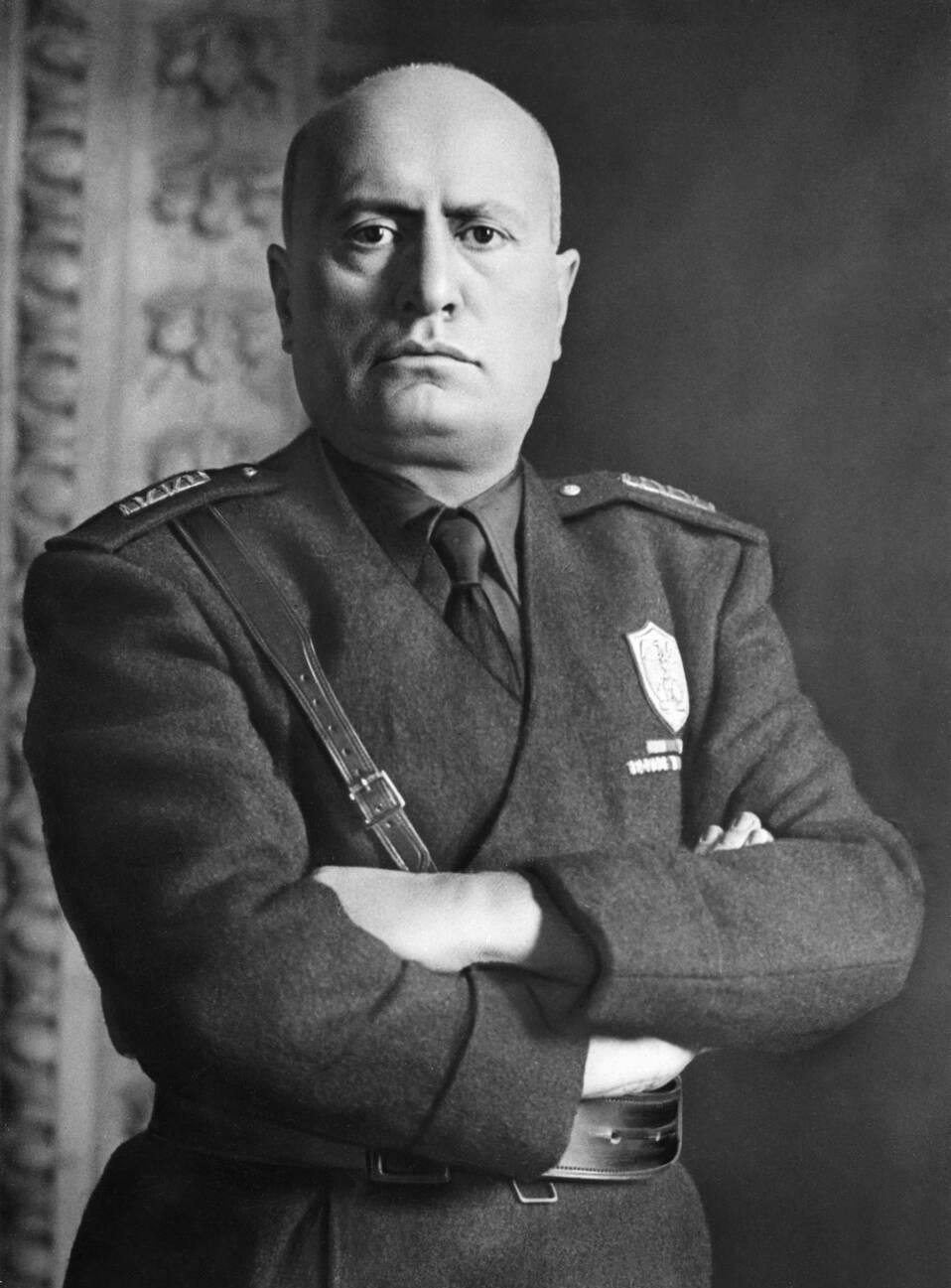
Benito Mussolini

O sistema eleitoral foi definitivamente abandonado com a lei de 19 de janeiro de 1939, nº 129, que suprimiu a Câmara dos Deputados e instituiu a Câmara do Fáscio e da Corporação, com a qual se institucionalizou o fato de que o órgão parlamentar estivesse submetido ao Chefe do Governo. Os membros do novo órgão, denominados Conselheiros Nacionais, não eram eleitos, mas nomeados por decreto do Duce, em virtude de serem integrantes de órgãos de cúpula do Partido Nacional Fascista e do Conselho Nacional das Corporações. O Presidente era nomeado por decreto régio. Costanzo Ciano, já Presidente da Câmara dos Deputados, foi chamado a presidir a nova Assembleia. 
Em relação ao Senado, não foram implementadas reformas, também porque já não era – em especial após a ampliação do colégio eleitoral para a Câmara dos Deputados – um órgão central da máquina política italiana. O Senado permaneceu como uma espécie de "ilha monárquica" durante o fascismo: embora não tenham faltado as inserções de membros fascistas (as chamadas infornate), devido ao caráter vitalício do cargo de senador, tratava-se de um organismo não plenamente integrado ao sistema estabelecido por Mussolini e, com o tempo, foi sendo cada vez mais marginalizado na vida política. 

### Período constitucional transitório
Após a destituição de Mussolini, a XXX legislatura foi encerrada e a Câmara do Fáscio e da Corporação dissolvida.  Em 5 de abril de 1945, foi instituída uma câmara provisória, o Conselho Nacional. O Senado, que não se reunia desde 17 de maio de 1940, foi formalmente suprimido em 3 de novembro de 1947. De modo semelhante, a lei que havia instituído a Câmara do Fáscio e da Corporação foi revogada em 22 de dezembro de 2008. 

## Estrutura
O parlamento possuía uma estrutura bicameral, composta por duas assembleias:
- a Câmara dos Deputados (substituída em 1939 pela Câmara do Fáscio e da Corporação), cujos membros (deputados) eram eleitos periodicamente pelos súditos dotados de direito de voto;
- o Senado, inteiramente de nomeação régia.

Essa estrutura retomava aquela que havia sido própria do Reino da Sardenha a partir da concessão do Estatuto Albertino, em 1848. 

## Discurso da Coroa

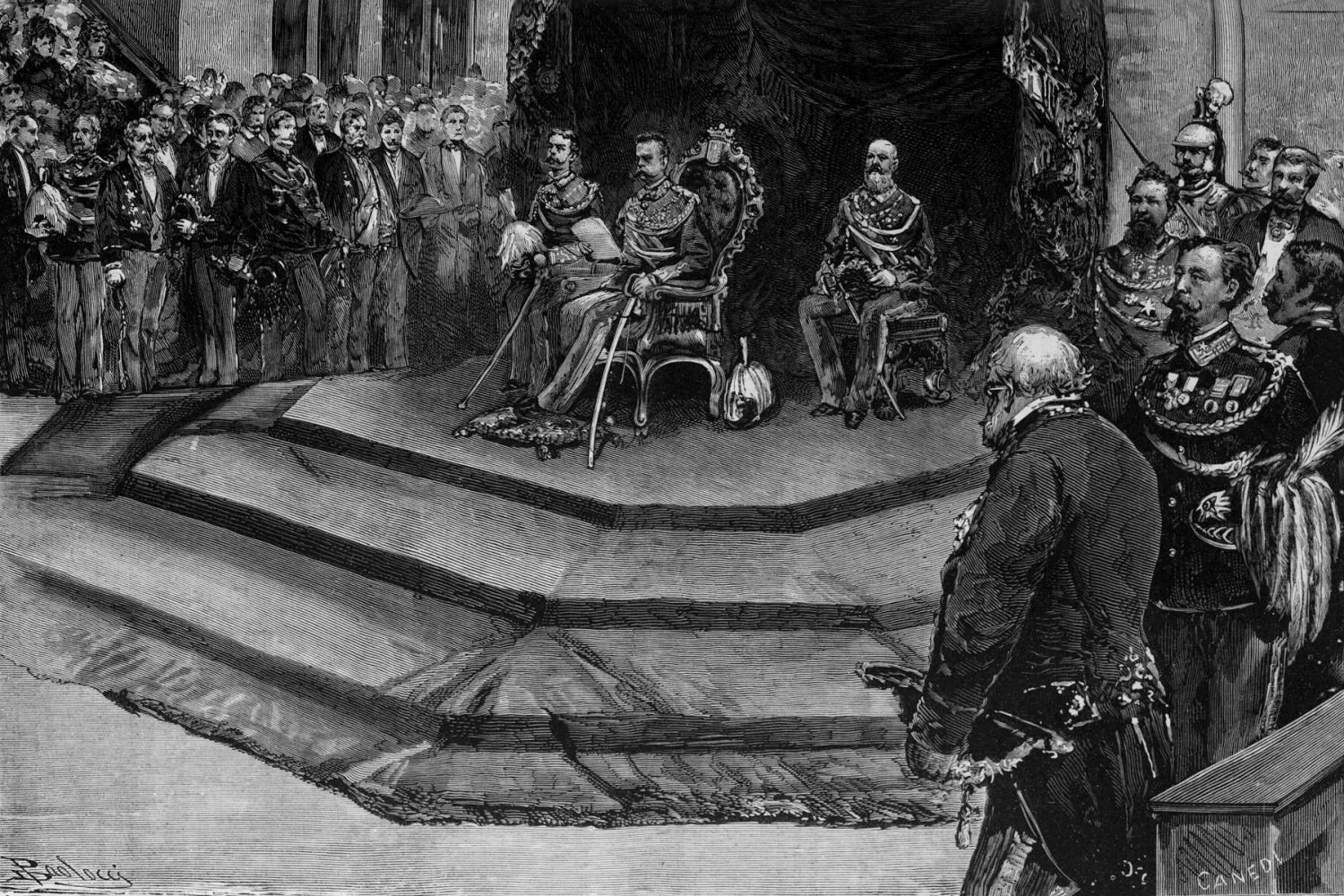
Humberto I inaugura a XIII legislatura

No sistema constitucional do Reino da Itália, o Rei dirigia-se às Câmaras em sessão conjunta em duas ocasiões solenes: o juramento de observar lealmente o Estatuto, que prestava ao subir ao trono conforme o art. 22, e o Discurso da Coroa, não disciplinado pelo Estatuto, que inaugurava cada legislatura e sessão. Tratava-se de um ato formalmente régio, mas de fato redigido pelo Presidente do Conselho ou por um Ministro. 
Nele, o soberano costumava expor o programa do Governo. O Discurso da Coroa não representava, portanto, uma mera formalidade institucional, mas, juntamente com o juramento da Coroa, renovava o vínculo entre a Monarquia e as instituições constitucionais, acompanhava a divisão do mandato parlamentar em legislaturas e sessões e era percebido como indispensável para o início dos trabalhos parlamentares. 
Em Turim, para ouvir o discurso, o Parlamento reunia-se no Palazzo Carignano, sede da Câmara. A partir de 18 de novembro de 1865, os Discursos da Coroa passaram a ser realizados em Florença, no Palazzo Vecchio, no Salão dos Quinhentos, até a transferência da capital para Roma. 
Ali, os discursos foram inicialmente proferidos na sede da Câmara dos Deputados, no Palazzo Montecitorio, na Sala Comotto e, depois, declarada esta inabitável, entre 1899 e 1918 no Palazzo Madama, sede do Senado. A partir da inauguração da XXVI legislatura, as Câmaras puderam novamente reunir-se em Montecitorio, no novo plenário da Câmara dos Deputados.